# Rodrigo Brasesco
Rodrigo Brasesco, vollständiger Name Rodrigo Nicolás Brasesco Pérez, (* 23. Januar 1986 in Montevideo) ist ein uruguayischer ehemaliger Fußballspieler.

## Karriere
Der 1,80 Meter große Verteidiger Brasesco stand zu Beginn seiner Karriere von der Apertura 2003 bis in die Clausura 2008 in Reihen des seinerzeitigen Zweitligisten Sud América. Jedenfalls in der Apertura 2003 kam er zu 13 Einsätzen (kein Tor) in der Segunda División. Ab der Apertura 2008 bis Mitte Januar 2011 spielte er für den ebenfalls in Montevideo beheimateten Racing Club. 24-mal bzw. 15-mal lief er dort in der Primera División und achtmal (kein Tor) in der Copa Libertadores auf. Ein Tor erzielte er nicht. Sodann wechselte er bis Ende Juni 2011 auf Leihbasis in die USA zu DC United. Bei den US-Amerikanern bestritt er drei Partien in der MLS. Anschließend kehrte er zu Racing zurück. In der Folgezeit absolvierte er bei den Montevideanern insgesamt 63 Erstligaspiele und schoss drei Tore (2011/12: 26 Spiele/0 Tore; 2012/13: 23/1; 2013/14: 14/2). Mitte Januar 2014 bis Mitte Mai 2014 führte sein weiterer Karriereweg im Rahmen einer Ausleihe nach Mexiko zu Estudiantes de Altamira. Bis zu seiner abermaligen Rückkehr zu Racing weist die Einsatzbilanz für ihn acht Spiele (kein Tor) in der Liga de Ascenso und zwei Begegnungen (kein Tor) in der Copa México aus. In der Spielzeit 2014/15 wurde er bei Racing 18-mal (kein Tor) in der höchsten uruguayischen Spielklasse eingesetzt. Anfang Juli 2015 wechselte er zum CD Magallanes. Bei den Chilenen lief er bislang (Stand: 17. Juli 2017) 52-mal (zwei Tore) in der Primera B und fünfmal (kein Tor) in der Copa Chile auf.